# Ратко Буторовић
Ратко Буторовић (Никшић, 17. јул 1956 — Нови Сад, 8. јун 2013), познат и као Бата Кан Кан, био је црногорски и српски предузетник.
Успех је остварио у Новом Саду, где је поседовао неколико угоститељских објеката, а такође био власник најпознатијег градског фудбалског клуба — ФК Војводина. Познат по свом шареноликом одевању и ексцентричности, наводно је одржавао везе са разним личностима из подземља у Србији и Црној Гори као што су Ђорђе Божовић и Брано Мићуновић.